# Agarsin
Agarsin (kinesiska: 阿尕尔森) är en köping i Kina. Den ligger i den autonoma regionen Xinjiang, i den nordvästra delen av landet, omkring 420 kilometer väster om regionhuvudstaden Ürümqi. Antalet invånare är 21 508. Befolkningen består av 10 399 kvinnor och 11 109 män. Barn under 15 år utgör 24,0 %, vuxna 15-64 år 70 %, och äldre över 65 år 4,0 %.
Runt Agarsin är det ganska glesbefolkat, med 32 invånare per kvadratkilometer. Det finns inga andra samhällen i närheten. Trakten runt Agarsin består till största delen av jordbruksmark.
Genomsnittlig årsnederbörd är 437 millimeter. Den regnigaste månaden är juni, med i genomsnitt 70 mm nederbörd, och den torraste är mars, med 11 mm nederbörd.